# مونيكا ويبر
مونيكا ويبر (بالألمانية: Monika Weber)‏ (و. 1966  م) هي مبارزة بالسيف ألمانية، ولدت في ساتو ماري، شاركت في الألعاب الأولمبية الصيفية 2000، والألعاب الأولمبية الصيفية 1992، والألعاب الأولمبية الصيفية 1996، والألعاب الأولمبية الصيفية 1984.

## روابط خارجية
- مونيكا ويبر على موقع الاتحاد الدولي للمبارزة (الإنجليزية)
- مونيكا ويبر على موقع أوليمبيديا (الإنجليزية)